# Aleksandrovsk-Sakhalinski
Pour les articles homonymes, voir Aleksandrovsk.
Aleksandrovsk-Sakhalinski (en russe : Александровск-Сахалинский, en japonais : Ochiishi (落石, Ochīshi) / Akō (亜港町, Akō-chō)) est une ville de l'oblast de Sakhaline, en Russie, et le centre administratif du raïon d'Alexandrovsk-Sakhalinski. Sa population s'élevait à 8 922 habitants en 2022.

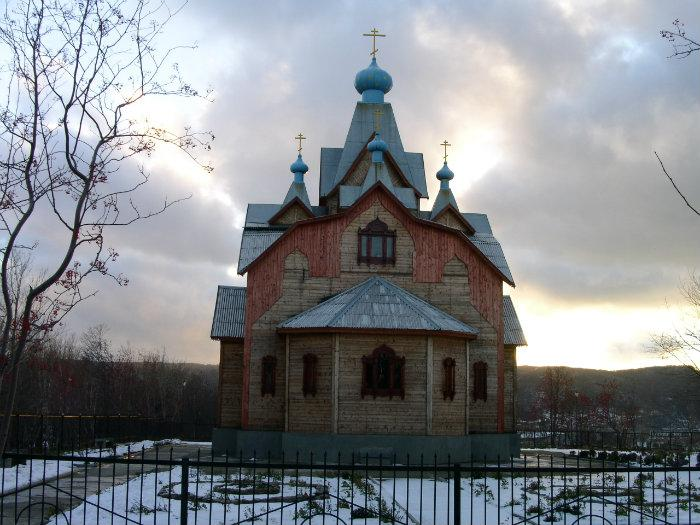
Principale église d'Aleksandrovsk

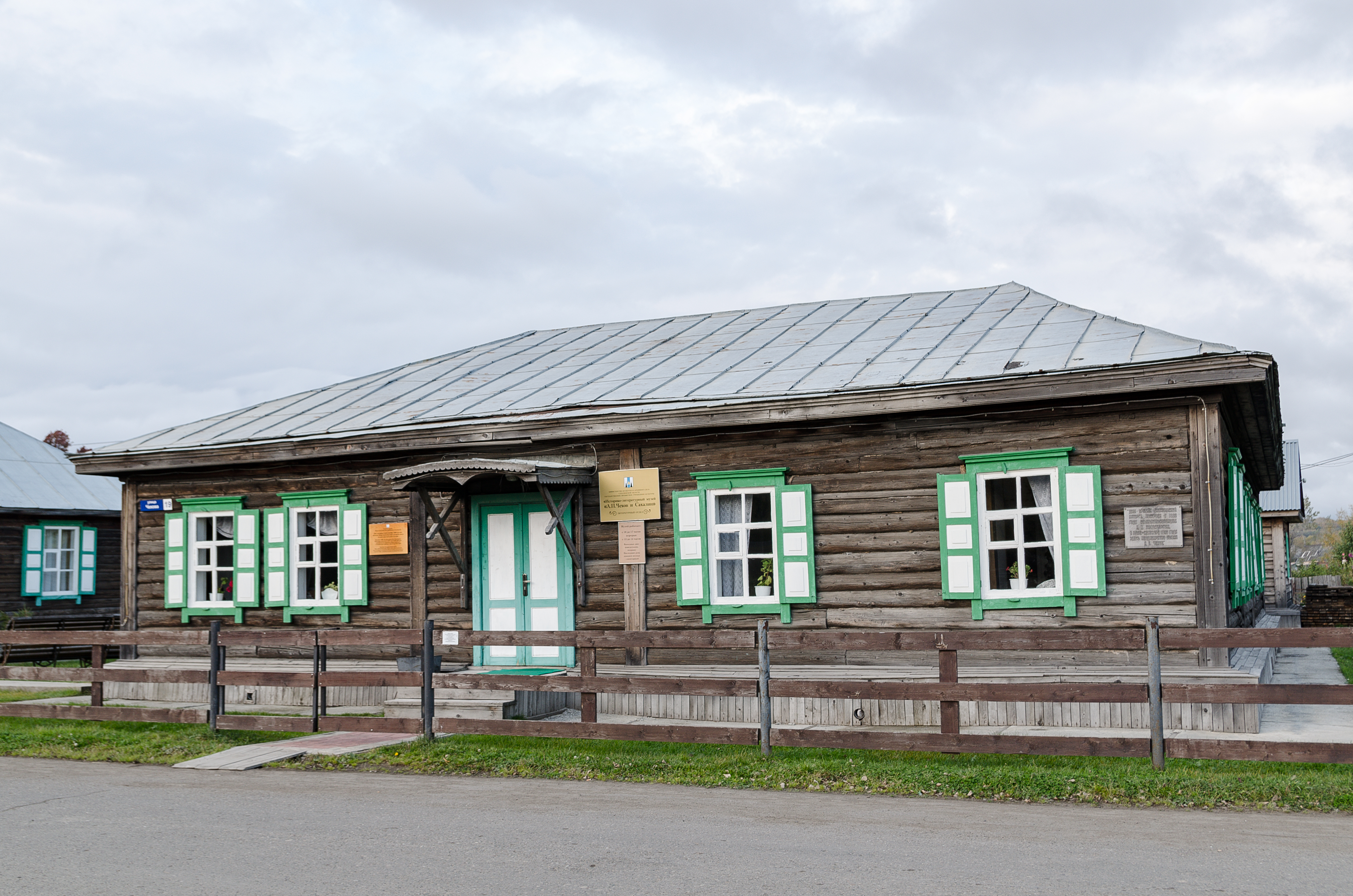
Musée Anton Tchekhov

## Géographie
Aleksandrovsk-Sakhalinski est située à proximité du détroit de Tartarie, sur la rive occidentale du nord de l'île de Sakhaline, au pied des montagnes de l'ouest de Sakhaline. Elle se trouve à 440 km au nord de Ioujno-Sakhalinsk et à 6 300 km à l'est de Moscou.

### Climat
| Mois                                        | jan.     | fév.       | mars       | avril      | mai       | juin      | jui.     | août      | sep.      | oct.      | nov.      | déc.       | année    |
| ------------------------------------------- | -------- | ---------- | ---------- | ---------- | --------- | --------- | -------- | --------- | --------- | --------- | --------- | ---------- | -------- |
| Température minimale moyenne (°C)           | −19,4    | −18,8      | −12,1      | −3,4       | 2,4       | 7,6       | 12       | 13,3      | 9         | 2         | −6,9      | −15,4      | −2,5     |
| Température moyenne (°C)                    | −15,4    | −14,4      | −7,6       | 0,1        | 6,3       | 11,4      | 15,5     | 16,7      | 12,7      | 5,4       | −3,9      | −12        | 1,2      |
| Température maximale moyenne (°C)           | −11,3    | −9,7       | −3,4       | 4          | 11,2      | 16        | 19,6     | 20,6      | 16,9      | 9,1       | −0,9      | −8,6       | 5,3      |
| Record de froid (°C) date du record         | −41 1904 | −37,3 1892 | −34,2 1888 | −25,9 1883 | −8,9 1889 | −2,4 1886 | 0,5 1887 | 1,5 1889  | −2,5 1885 | −15 1972  | −26 1882  | −36,9 1888 | −41 1904 |
| Record de chaleur (°C) date du record       | 4,7 1903 | 5,4 1960   | 11,4 1990  | 20,9 2008  | 28,1 1896 | 29,4 1898 | 32 1901  | 31,3 1983 | 28,6 1909 | 21,2 1948 | 13,8 1939 | 5,7 1968   | 32 1901  |
| Ensoleillement (h)                          | 100      | 134        | 185        | 189        | 215       | 252       | 214      | 202       | 180       | 127       | 78        | 57         | 1 933    |
| Précipitations (mm)                         | 48       | 31         | 35         | 34         | 52        | 45        | 52       | 96        | 90        | 88        | 65        | 70         | 706      |
| dont neige (cm)                             | 27       | 37         | 41         | 13         | 0         | 0         | 0        | 0         | 0         | 1         | 6         | 17         | 142      |
| Record de pluie en 24 h (mm) date du record | 30 1901  | 25 1912    | 80 1904    | 34 1962    | 37 1995   | 65 1936   | 67 1938  | 82 1993   | 77 1935   | 74 1944   | 40 2006   | 52 1901    | 82 1993  |
| Nombre de jours avec précipitations         | 0,2      | 0,04       | 0,3        | 7          | 17        | 15        | 16       | 19        | 20        | 19        | 5         | 1          | 120      |
| Humidité relative (%)                       | 80       | 79         | 75         | 74         | 76        | 80        | 84       | 82        | 79        | 74        | 75        | 80         | 78       |
| Nombre de jours avec neige                  | 26       | 24         | 20         | 15         | 6         | 0,03      | 0        | 0         | 0,2       | 9         | 25        | 28         | 153      |
| Nombre de jours d'orage                     | 0        | 0          | 0          | 0,03       | 0,3       | 1         | 1        | 2         | 2         | 1         | 0,1       | 0          | 7        |
| Nombre de jours avec brouillard             | 0,2      | 0          | 0,3        | 3          | 5         | 6         | 6        | 3         | 0,4       | 1         | 0,2       | 0,03       | 25       |

| Diagramme climatique                                  |             |             |         |           |         |          |            |         |        |            |             |
| J                                                     | F           | M           | A       | M         | J       | J        | A          | S       | O      | N          | D           |
| −11,3−19,448                                          | −9,7−18,831 | −3,4−12,135 | 4−3,434 | 11,22,452 | 167,645 | 19,61252 | 20,613,396 | 16,9990 | 9,1288 | −0,9−6,965 | −8,6−15,470 |
| Moyennes : • Temp. maxi et mini °C • Précipitation mm |             |             |         |           |         |          |            |         |        |            |             |

## Histoire
La sloboda Aleksandrovskaïa est connue depuis 1862. En 1869, une exploitation agricole y fut créée, qui devint plus tard le village d'Aleksandrovka. En 1881, un avant-poste fut créé dans le village ; il était connu comme le poste Aleksandrovski. L'avant-poste servit de centre administratif pour la gestion du katorga, des prisons, des colonies d'exil et de l'ensemble de l'île (comme centre administratif de l’oblast de Sakhaline à partir de 1909) jusqu'à la révolution d'Octobre, en 1917. Anton Tchekhov vécut dans cette localité en 1890 lorsqu'il collectait des informations pour son livre intitulé L'Île de Sakhaline.
Pendant la guerre civile, elle était contrôlée par l'amiral Koltchak (1918-1920) et occupée par les Japonais jusqu'en 1925. Devenue ensuite soviétique, elle fut renommée Aleksandrovsk-Sakhalinski et fut la capitale de l'oblast de Sakhaline de sa création en 1932 à 1947. À l'époque soviétique, elle était connue comme le centre charbonnier de l'île.

## Population
Recensements (*) ou estimations de la population:
| 1897* | 1926* | 1931  | 1939*  | 1959*  | 1967   |
| ----- | ----- | ----- | ------ | ------ | ------ |
| 3 860 | 2 748 | 8 100 | 24 905 | 22 206 | 21 000 |

| 1970*  | 1979*  | 1989*  | 1992   | 1996   | 1998   |
| ------ | ------ | ------ | ------ | ------ | ------ |
| 20 342 | 19 158 | 19 166 | 19 400 | 18 000 | 16 800 |

| 2001   | 2002*  | 2003   | 2004   | 2005   | 2006   |
| ------ | ------ | ------ | ------ | ------ | ------ |
| 15 500 | 12 826 | 12 800 | 12 500 | 12 206 | 11 885 |

| 2007   | 2008   | 2009  | 2010*  | 2011   | 2012   |
| ------ | ------ | ----- | ------ | ------ | ------ |
| 11 632 | 11 387 | 1 168 | 10 613 | 10 543 | 10 327 |

| 2013  | 2014  | 2015  | 2016  | 2017  | 2018  |
| ----- | ----- | ----- | ----- | ----- | ----- |
| 9 984 | 9 737 | 9 720 | 9 697 | 9 586 | 9 504 |

| 2019  | 2020  | 2021  | 2022  | - | - |
| ----- | ----- | ----- | ----- | - | - |
| 9 346 | 9 125 | 9 106 | 8 922 | - | - |

## Économie
Outre le port maritime, longtemps le premier de l'île, l'exploitation de la houille reste la principale activité.

## Personnalités
- Anton Tchekhov (1860-1904), écrivain russe qui y séjourne en 1890, et dont la maison est désormais un musée
- Tatjana Archipowna Taran (1946-2007), mathématicienne et informaticienne ukrainienne, qui y est née